# Portugiesische Badmintonmeisterschaft 2008
Die Portugiesische Badmintonmeisterschaft 2008 fand vom 15. bis zum 16. Mai 2008 in Coimbra statt. Es war die 51. Austragung der nationalen Titelkämpfe in Portugal.

## Titelträger
| Disziplin    | Sieger                        |
| ------------ | ----------------------------- |
| Herreneinzel | Fernando Silva                |
| Dameneinzel  | Telma Santos                  |
| Herrendoppel | Fernando Silva Hugo Rodrigues |
| Damendoppel  | Cláudia Figueira Dalila Belém |
| Mixed        | Hugo Rodrigues Telma Santos   |